# Belomitra quadruplex
Belomitra quadruplex là một loài ốc biển, là động vật thân mềm chân bụng sống ở biển trong họ Buccinidae.

## Miêu tả
Loài này có kích thước trong khoảng 10 mm và 41 mm

## Phân bố
Loài này phân bố ở vùng biển châu Âu, Đại Tây Dương dọc theo Açores và ngoài khơi New England, Hoa Kỳ.